# لورا شابيرو كرامر
لورا شابيرو كرامر (بالإنجليزية: Laura Shapiro Kramer)‏ هي منتجة أفلام وكاتِبة أمريكية، ولدت في 27 يوليو 1948.